# Maria Scharwieß
Maria Scharwieß (* 4. Dezember 1942 in Insterburg; † 12. November 2023 in Berlin) war eine deutsche Komponistin, Organistin und Kirchenmusikerin.

## Leben
Im Alter von zehn Jahren begann Maria Scharwieß Klavier und Orgel zu spielen. Während ihrer Gymnasialzeit war sie als nebenamtliche Kirchenmusikerin aktiv. 1963 absolvierte sie in Eßlingen die C-Prüfung. Nach weiteren Studien in Musikwissenschaft und Germanistik war sie zehn Jahre lang hauptberuflich Keyboarderin in einer Band, die meiste Zeit davon in Norwegen.
Von 1976 bis 1979 studierte sie an der Spandauer Kirchenmusikschule. Seit 1979 war sie Kantorin der Evangelischen Nathanael-Kirchengemeinde in Berlin-Schöneberg, von 1999 bis 2007 zudem Kreiskantorin in Schöneberg. Neben ihrer Tätigkeit als Chorleiterin spielte Maria Scharwieß regelmäßig Orgelsolokonzerte mit Improvisationen über Jazz-, Rock-, Pop- und Gospel-Themen. Mit ihrem Duo Zweyerley Pfeifferey war sie überdies als Dudelsackspielerin aktiv.
Das kompositorische Schaffen von Maria Scharwieß umfasst Orgelwerke, Kammermusik und kontrapunktische Kompositionen für variable Besetzung ebenso wie groß angelegte Vokalwerke für Soli, Chor und Orchester. Schwerpunkte bilden ihre Parallelfugen (1988–2005) und ihr 13-teiliges Jesus-Oratorium (2006–2019).

## Werke (Auswahl)

### Kompositionen

#### Vokalwerke
- Der 90. Psalm (1989) für Chor und Orchester. UA 1989 Berlin (Deutscher Evangelischer Kirchentag)
- Apostolicum XX (1991) in sieben Sätzen, für vierstimmigen gemischten Chor, Blechbläser, zwei Tasteninstrumente und Bassinstrument ad libitum. Text: nach dem Apostolischen Glaubensbekenntnis. UA 1991 (Deutscher Evangelischer Kirchentag im Ruhrgebiet)
- Messe c-moll (1993). UA 1993 Berlin (Nathanaelkirche). Ulrike Stöve (Sopran), Lothar Odinius (Tenor), Nathanael-Kantorei, Douglas Schalin (Orgel), Kammerorchester der Berliner Symphoniker, Maria Scharwieß (Leitung)
- Jesus-Oratorium für Soli, Chor und Orchester. Text: Evangelienharmonie, zusammengestellt von Thomas Lübke. Dauer etwa fünf Stunden
  - Teil 1: UA 23. September 2006 Berlin (Nathanaelkirche)
  - Teil 2: UA 31. März 2007 Berlin (Nathanaelkirche)
  - Teil 3: UA 13. Oktober 2007 Berlin (Nathanaelkirche)
  - Teil 4: UA 12. April 2008 Berlin (Nathanaelkirche)
  - Teil 5: UA 11. Oktober 2008 Berlin (Nathanaelkirche)
  - Teil 6: Die Gleichnisse Jesu. UA 21. April 2012 Berlin (Nathanaelkirche)
  - Teil 7: Ein neues Weihnachtsoratorium (Lukas 1,5-2,20). UA 19. Dezember 2012 Berlin (Nathanaelkirche). Juliane Philine Rothmaler (Sopran), Christian Mücke (Tenor), Christian Schlicke (Orgel), Philippus-Nathanael-Kantorei und -Orchester, Maria Scharwieß (Leitung)
  - Teil 8: Die Wundertaten Jesu. UA 27. Oktober 2013 Berlin (Nathanaelkirche). Juliane Philine Rothmaler (Sopran), Philipp Neumann (Tenor), Christian Schlicke (Orgel), Philippus-Nathanael-Kantorei und -Orchester, Maria Scharwieß (Leitung)
  - Teil 9: Die Lehren Jesu. UA 1. November 2014 Berlin (Nathanaelkirche). Juliane Philine Rothmaler (Sopran), Christian Mücke (Tenor), Christian Schlicke (Orgel), Philippus-Nathanael-Kantorei und -Orchester, Maria Scharwieß (Leitung)
  - Teil 10: Ich bin der gute Hirte. UA 21. November 2015 Berlin (Nathanaelkirche).  Juliane Philine Rothmaler (Sopran), Christian Mücke (Tenor), Philippus-Nathanael-Kantorei und -Orchester, Maria Scharwieß (Leitung)
  - Teil 11: In der Welt habt ihr Angst. UA 8. Oktober 2016 Berlin (Nathanaelkirche). Juliane Philine Rothmaler (Sopran), Christian Mücke (Tenor), Martin Carl (Orgel), Philippus-Nathanael-Kantorei und -Orchester, Maria Scharwieß (Leitung)
  - Teil 12: Der zwölfjährige Jesus im Tempel. UA 18. November 2017 Berlin (Nathanaelkirche). Juliane Philine Rothmaler (Sopran), Christian Mücke (Tenor), Martin Carl (Orgel), Philippus-Nathanael-Kantorei und -Orchester, Maria Scharwieß (Leitung)
  - Teil 13: Die Hochzeit in Kana – Heilung eines Gelähmten – Der Mondsüchtige – Mahnung zur Bescheidenheit – Der Zöllner Zachäus – Erhörung der Bitte einer heidnischen Frau – Der Gottlose Richter – Trostworte. UA 16. Juni 2019 Berlin (Lutherkirche Spandau). Juliane Philine Rothmaler (Sopran), Christian Mücke (Tenor), Michael Gechter (Solovioline), Nesin Howhannesijan (Kontrabass), Erika Engelhardt (Orgel), Kantorei und Kammerorchester, Maria Scharwieß (Leitung)

#### Kammermusik
- Blue Sax (2005). 10 Miniaturen für Saxophon (Alt, Sopran, Tenor, Bariton), Orgel und weitere Instrumente ad libitum
- Variationen über „Christ lag in Todesbanden“ (2011/12) für Klaviertrio. UA 4. Mai 2012 Fürth (Auferstehungskirche, 13. Fürther Komponistinnenkonzert). Maria Schalk (Violine), Konstanze Friedrich (Violoncello), Sirka Schwartz-Uppendieck (Klavier)

#### Orgelwerke
- 9 Choralvorspiele und Miniaturen aus dem 90. Psalm (1989)
- Choralvorspiele und 6 Miniaturen
- Christ ist erstanden. Toccata – Fuga quadrupla – Toccata
- Organ Groove (2005)
- Variationen über „Christ lag in Todesbanden“ (2011) für Orgel. UA 23. Juni 2012 Fürth (Kirche St. Paul, Sommernachtskonzert). Sirka Schwartz-Uppendieck (Orgel)

#### Werk für variable Besetzung
- Parallelfugen (1988–2005). 4-stimmiger Kontrapunkt zur Kunst der Fuge von Johann Sebastian Bach (separat oder gleichzeitig aufführbar). 2005 aufgenommen in die Bibliothek des Bach-Archivs Leipzig[4]

### Bearbeitungen
- Advents- und Weihnachtslieder im Jazz-Gewande (1993) für 4-stimmigen gemischten Chor und Orgel oder Klavier
- 10 Orgelchoralsätze über Neue geistliche Lieder (2004)

## Aufnahmen
- Advents- und Weihnachtslieder im Jazzgewande (1993). Nathanael-Kantorei, Maria Scharwieß (Orgel)
- Messe c-moll (1993). Jubiläumskonzert 90 Jahre Nathanaelkirche, Leitung: Maria Scharwieß
- Jazz auf der Pfeifenorgel (1999). Nathanael-Kantorei, Maria Scharwieß (Orgel)
- Berlin Concert (2000). Henning Sommerro, John Pål Inderberg, Maria Scharwieß
- Maria Scharwieß: Orgelwerke (2002). Christian Schlicke, Edda Straakholder (Orgel)
- The power of love, Vol. 1/2 (2002/03). Maria Scharwieß (Orgel)
- Zweyerley Pfeifferey. Maria Scharwieß (irische Flöten, Gemshorn, Orgel, Sackpfeifen: Galicische Gaita, Hümmelchen, Schäferpfeife, Great Highland Bagpipe), Heidi Frielinghaus (Gemshorn, Sopraninoblockflöte, Bassblockflöte, Violine)